# ジャイナ哲学
ジャイナ哲学(जैन दर्शन Jaina darśana)は形而上学、真理、宇宙論、存在論、認識論、神学といった問題を広範囲にわたって扱う。古代インドに生まれたジャイナ教は基本的に有神論と無神論という対立を超越している。ジャイナ教はヴェーダ哲学と同時代に存在した古代の沙門哲学と連続している。ジャイナ哲学独自の特徴として、魂と肉体がそれぞれ独立した存在だと考えること、世界の創造主、所有者、維持者もしくは破壊者である超越的存在を認めないこと、世界に始まりがないこと（無始）、業の果報、非暴力を非常に重視すること、相対性と真理の多面性、それに解脱を究極目的とする禁戒といった物が挙げられる。ジャイナ哲学は存在の理論的根拠、宇宙の本性とその構成要素、隷属の本性と解放を実現する手段を説明しようとする。
ジャイナ哲学は自制、克己、禁欲といった物を非常に重視しているためにしばしば禁欲主義的な運動とされてきた。また、真理は相対的で多様であると主張し、敵対する哲学のあらゆる可能な考え方を受け入れてきたために、ジャイナ哲学は哲学的自由主義の一つのモデルともされてきた。ジャイナ哲学は個人主義的な魂の本性と個人的な決定の責任、そして自助自立は人の自由に責任があることを強く支持する。
その歴史を通じて、ジャイナ哲学は一つにまとまったままで来たが、宗教としてのジャイナ教は様々な教派・宗派に分かれた。インド哲学の発展の中でジャイナ哲学の果たした役割は著しい。不害、業、解脱、輪廻などのジャイナ哲学の概念は様々な形でヒンドゥー哲学や仏教哲学といった他のインドの宗教の哲学に取り入れられてきた。ジャイナ教がその哲学をマハーヴィーラやその他のティールタンカラに帰する一方で、古代のクンダクンダやウマースヴァーティから近年のヤショーヴィジャヤに至るまで様々なジャイナ哲学者がジャイナ哲学・インド哲学の概念の発展に大きく貢献してきた。

## ジャイナ宇宙論
ジャイナ宇宙論は宇宙の創造・維持を行う超越的存在の実在を否定する。ジャイナ教によれば、宇宙とその構成要素は永遠であって、創造されたものではない。

### ジャイナ教の宇宙の概念

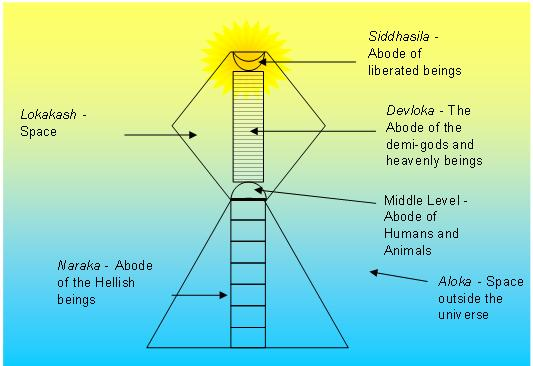
ジャイナ聖典による宇宙の構造

ジャイナ教によれば、この世界（ローカ）は創造されたのではない存在であり、永遠に存在しており、本質的に不変であって、始まりもなければ終わりもない。ジャイナ聖典は宇宙の形を自分の足で立ち手を腰につけている人間のように表す。ジャイナ教による宇宙は頂上が狭く、中ほどは広く、底ではまた広くなっている。アーチャーリャのジナセーナのマハープラーナ(Mahāpurāṇa)は以下の引用で有名である:
| 「 | 愚か者の中には創造主が世界を創ったのだなどというものがいる。世界は創造されたものだという教えは十分に考えられたものではなく、否定されるべきである。 神が世界を創造したのなら、神は創造する以前はどこにいたのか?あなたが神は超越的で何者の支持も必要としないというのなら、神は現在どこにいるのか? 素材なしにどうして神がこの世界を創造できようか?あなたが神が最初に原料をつくり、その後に世界を創ったと言うならば、あなたは無限遡及に陥る。 | 」 |

### 実在の構成要素
この宇宙はジャイナ教で6つの実体（ドラヴィヤ）と呼ばれるものから出来上がっている。ドラヴィヤは実在物の基本的な構成要素であり以下のように分類される: 
- ジーヴァ (サンスクリット: जीव、命) "命ある実体"、魂

魂(ジーヴァ)が本当に存在し、魂の居所である肉体から離れて存在するとジャイナ教は信じている。「ジーヴァ」は「チェータナー」(意識)と「ウパヨーガ」(知識と認識)によって特徴づけられる。魂は誕生と死を経験するが、本当は生じることも滅することもない。崩壊と生起はそれぞれ、魂の一つの状態が消えること、別の状態が現れることを言っており、これらは魂の様態であるに過ぎない。
- アジーヴァ （अजीव 、非命）- 命なき実体
  - プドガラ पुद्गल - 物質、個体、液体、気体、エネルギー、細かいカルマの物体と非常に細かい物体つまり究極的な構成要素に分類される[13]。パラマーヌつまり素粒子はあらゆる物質を構成する塊だとされる。「パラマーヌ」と「プドガラ」が持つ性質の一つとして永続性・不滅性がある。これは自身の様式を融合したり変化させたりするが基本的な性質は変わらない。ジャイナ教によれば、これ生じることも滅することもない。
  - ダルマ-タットヴァ धर्मतत्त्व - 「運動の媒体」と アダルマ-タットヴァ अधर्मतत्त्व 「静止の媒体」 - ダルマースティカーヤ धर्मास्तिका と アダルマスティカーヤ अधर्मास्तिकायとしても知られ、これらは運動と静止の原理を表すジャイナ思想に特有の概念である。これらは宇宙に充満しているとされる。「ダルマ-タットヴァ」と「アダルマ-タットヴァ」はそれ自体が運動や静止ではないが、他の物体における運動や静止を成立させる。宇宙で「ダルマースティカーヤ」がなければ運動は不可能で、「アダルマースティカーヤ」がなければ静止は不可能である。
  - アーカーシャ （आकाश、虚空）: 空間 - 空間は魂、物質、運動の原理、静止の原理、時間などがその中に収まっている実体。空間は全面的に広がっており、無限であり、無限に存在する空間上の点からなる。
  - カーラ काल "時間"はジャイナ教によると実在する存在であり、あらゆる活動・変化・改変は時間を通じて達成される。ジャイナ教において、時間は十二本の輻を持った車輪に準えられる。その車輪は、それ自体さらに上下二等分される六つの段階に分けられ、それぞれの計り知れない期間は数十億の「サーガローパーマ」つまり「大洋年」で評価される[14]。ジャイナ哲学者によれば、段階がだんだん下っていくにつれて悲しみが増大し、段階が上がっていくにつれて幸福・至福が増大するという。

これらは新たに生まれることなく存在し続ける宇宙の構成要素であり、互いに相互作用することで宇宙に必要な動力を与える。これらの構成要素は永久の存在に干渉されることなく自然法則と自身の性質に従って振る舞う。ジャイナ教によれば「事物のあり方はダルマにしたがう」（「ヴァットゥ・サハーヴォー・ダンモー」、アルダマーガディー語: वत्थु सहावो धम्मो、Vatthu sahāvō dhammō) のである。

## 存在論と形而上学
ジャイナ存在論は知識と認識によって特徴づけられていて「ジーヴァ」と呼ばれる感覚・意識の原理の存在を前提する。独立した魂が無限に存在して、それらは解脱しているか否かでカテゴライズされる。完全な知識・認識・至福は魂の生来の性質である。これらの性質は解放された魂が妨げられることなく享受するが、解脱していない魂の場合はカルマによって不明確にされてしまいカルマの束縛に終わる。この束縛はさらに魂と肉体の同居を招く。それによって、肉体に束縛された魂は「輪廻」としても知られる死と生の止むことのないサイクルの中で4つの存在の領域―天国、地獄、人、畜生の世界―に存在することになる。魂は始まりのない時間の中で束縛されている。しかしながら、正しい認識、正しい知識、それに正しい行為を通じて解脱を達成することが可能である。ジャイナ存在論は実在論と二元論両方に属する形而上学だとハリー・オールドメドーが言っている。究極的実在に関する知識には存在する世界の実在性が含まれるとする点では実在論的である。明らかになった世界観には構成要素たる点に関する知識が含まれ、世界は解放の後も現実であり続ける。二つの主要な実在の範疇、魂と肉体が互いに排他的であるとする点では二元論的である。
ジャイナ教によれば、魂は自身の運命の主である。自身の運命の完全な支配は魂の性質の一つである。魂はそれ単体で自身のとる行動を選択し、魂はそれ単体でその結果を受ける。神も預言者も天使もこの行為、つまり魂の運命を妨げることはできない。さらに、魂それ自体こそが神の恩寵などなくとも解放を達成するために必要な努力を成し遂げる。ジャイナ教の十二の黙想(「アヌプレークサース」)のなかで、そのうちの一つは魂の孤独と宇宙および転生の本性である。そのため自分の行動で魂を洗浄することによってのみ人は自分を助けることができる。
ジャイナ形而上学は七つの(下位カテゴリとともに九つになることもある)真実、つまり「タットヴァ」としても知られる根本的な原理に基づいていて、人の苦境の性質を説明し、解決しようという試みである。最初の二つは魂と非魂という二つの存在論的な範疇で、言い換えればそれらが存在しているという原理である。三番目の真実は「ヨーガ」と呼ばれていて、命と非命という二つの実体の間での相互作用を通じてカルマの物質（アースラヴァ、漏）が魂に入っていき、それにくっついて離れなくなり、カルマに転換されることであり、四番目の真実が束縛（バンダ）として働いて魂に特有な意識の出現を束縛する。五番目の真実は、新しいカルマの停止(「サンヴァラ」)は信仰と知識という正しい行いを通じた禁欲主義を通じて可能となると説く。禁欲主義の増大は存在するカルマを焼き払ってしまう―この六番目の真実はニルジャラーという言葉で表される。最後の真実は、魂がカルマの影響から自由になると魂はジャイナ教の教えの目的、「解脱」に達するということである二つの付加的なカテゴリを追加する著述家もいる。称賛される行為とそうでない行為はカルマに結びついている(プニャとパーパ)。これら九つの中核的な真実のカテゴリは「ナヴァタットヴァ」と呼ばれ、ジャイナ形而上学全体の基礎をなす。

## 認識論と論理学
基本的な認識論の問題、つまり、知識の本性に関わる問題、知識はいかにして生じるか、どうすれば知識は信頼できるといえるかといったことを主題とすることでジャイナ哲学は哲学の主要領域の発展に独自の貢献を果たした。ジャイナ哲学でいう知識は魂の中で起こり、カルマによる要因の限定がなければ全知的である。人の持つ知識は部分的・不完全である―知識の対象は部分的・不完全に知られ、知識を得る方法はその能力を完全には活かせない。『タットヴァールタスートラ』によれば、基本的なジャイナ教の真実に関する知識は以下の物事を通じて得られる: 
- プラマーナ(Pramāṇa) - 知識を得る手段・道具で、対象の包括的な知識をもたらす
- ナヤ - 部分的・不完全な知識をもたらす特殊な観点

プラマーナは5種類に分けられる: 
- マティ　- 「智慧による知識」
- スルータ　-「聖典に基づく知識」
- アヴァディ　- 「透視」
- マナーパリヤーヤ　- 「テレパシー」
- ケーヴァラ　- 「完全知」

前二者は知識を得る間接的な方法「パロークシャ」(parokṣa)とされ、後四者は直接的な知識「プラティヤクシャ」(pratyakṣa)を与え、これによって魂が直接的に対象を知ることになる。
ジャイナ教によれば、事実は考え方の違いによって異なって受け取られ、しかも一つの考え方だけでは完全な真実を得ることはできないという。ジャイナ教の教義では、物体は存在と形象に関して無限の形象をとり、人間自身の限定された能力では物体の全ての様相・現れを完全に知ることはできない。ケーヴァラ・ジュニャーナ―全知の存在―だけが物体をその全ての様相・現れにおいて知ることができ、その他の存在は皆それを部分的に知ることができるのみである。したがって、どの一つの観点も完全な真実を表しているということはできない。この過程で、ジャイナ哲学は論理・推論に用いられる相対主義の教義とともに現れた– 
- アネーカーンタヴァーダ - 相対主義的多元論つまり多数の理論
- シャードヴァーダ – 条件付き叙述の理論
- ナヤヴァーダ – 部分的・不完全な観点の理論

こうした哲学的概念によって古代インド哲学、特に懐疑主義と相対論の分野でほとんどの重要な発展がなされた。

## 禁戒
ジャイナ教の禁戒は解脱の目的に対する功利性と形而上学を基盤としている。ジャイナ倫理学はマハーヴラタ、つまり五つの大きな戒めに要約される禁欲主義の規則の中から発展してきた: 
- アヒンサー、不害
- サティヤ、不妄語
- アステーヤ、不偸盗
- ブラフマチャリャ、梵行(禁欲)
- アパリグラハ、不所有

これらの禁戒は肉体的な行為のみならず言葉や思考においても守られる。そのため、不害（アヒンサー）は心、言葉、行為を通じて遵守される。禁欲主義者や在家信者のこれ以外の規則もこの五つの大きな戒めに由来する。 
ジャイナ教は道徳的に振る舞う理由を説明する際に神への畏敬や神格への服従に訴えることはしない。倫理規定の順守は必ずしも単にそれが神の意志だからというわけではない。倫理規定の順守はそれが単に利他的だからでも人間的だからでもなく、国や共同体の公共の利益につながるからでもない。むしろそれは解脱という目的のために利己的に必要なのである。ジャイナ教において道徳と宗教の命令がアリハント(完全になった者)による教戒として下されるのは事実だが、彼らが支持しているのは単に神を喜ばせるためではなく、アリハントの生涯はそういった命令がアリハント自身の利益につながり、彼の魂の勝利に役立つからである。まさにアリハントが禁戒を順守することで「解脱」(mokṣa)を達成したように同じやり方をすれば誰でも解脱を達成できる。

## カルマ

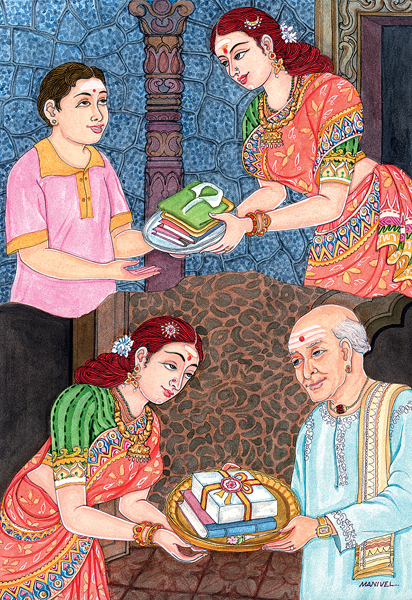
行為と反応としてのカルマ:私たちが善の種をまけば、善を収穫することができる。

ジャイナ教のカルマは一般的にヒンドゥー哲学や西洋文明で理解されているのとは全く違った意味である。それは、何らかの説明不可能な方法で生物の運命を制御しているいわゆる到達不可能な神秘的な力ではない。それは「行為」、「働き」、
不可見(adṛṣṭa, アドリシュタ)の力ではなく、感覚でとらえられないほどの非常に微細な物質の複合体であり、魂と相互作用してその中に大きな変化をもたらす。そのため、カルマは物質的なものであり(「カルマパウドガラム」)、体の中に入ると体の中で様々な効果を発揮する薬としても、魂の中にある状態を作り出す。ロバート・ザイデンボスによれば、ジャイナ教のカルマは一種の法体系とみなせるが、ただし倫理学的な法というより自然学的な法則であるという。ジャイナ教では、倫理的に意味のある行為は、例えば特段倫理的な意味を持たない物理的な行為と同様にある結果をもたらすとみなされる。人がその手にリンゴをつかみその後で手を離せば、リンゴは落ちる。これは全く当然のことである。そこには裁判も倫理的な判断も伴わない、というのもそれは物理的行為の機械的な帰結だからである。
よって、人が嘘をついたり物を盗んだり無意味な狼藉を働いたり命をうばったりすると、カルマの法則に従って結果が生じる。倫理的な報いが神の裁きの働きであると考えるよりもむしろ、宇宙には生来道徳的な秩序が存在してカルマの働きによって自己調節しているのだとジャイナ教徒は考えた。個人が作り物の神を気まぐれに考えるからではなくて、道徳的・倫理的原理の承認のもとで起こった生命が有益であるから道徳と倫理が重要なのである。道徳と倫理はカルマの減少、そして最終的にはカルマの完全な消滅をもたらす。これはつまり、幸福の増大をも意味している。
カルマは魂の満たされない欲望の総和を表すといえる。カルマは魂に、魂が経験することを望んだような様々な主題の生命を経験させる。成熟するのに必要な支持する条件が満たされるとカルマは成熟する。そのため魂はある生命の形態から別の生命の形態へという転生を数えきれないほど長い時間繰り返し、結実する条件を見つけるまで得られたカルマとともに転生を行う。それゆえ魂が今経験している喜びや苦しみは過去世に行った選択の結果である。 
以下の「バガヴァーティー・アーラーダナー」(1616年)からの引用はジャイナ教の教義におけるカルマの支配の概説となっている:-
「世界にカルマ以上に力のあるものはない;
ゾウがハスの密生を踏みつけるようにカルマは全ての力を踏みつけにする。」

## 神の性質
非創造論と全能なる神および神の恩寵の欠如の底流は宇宙論、業、解脱、戒律を含むジャイナ教の哲学的な面全てに強く存している。人が指示・指導を頼む宇宙の創造者・管理者たる神という考えなしでも宗教的で有徳な生活は可能だとジャイナ教は主張する。ジャイナ教における倫理的な生活のモデルは二十四人のジナ、つまり感情の征服者であり、マハーヴィーラがその最後に連なる者たちの伝記によって与えられる。彼らはその生涯が指導原理となるため神的な存在として信仰されている。ジャイナ教によれば、信仰及び競争に値する神格は以下のようにカテゴライズできる:
- ティールタンカラ、（瀑流からの避難所としての）中洲を創る者
- アリハント、普通のケーヴァラ・ジュニャーナ(カルマから解放された人)
- シッダ、解脱した存在

ジャイナ教の考えでは、過去世での称賛に値する行いによって天に生まれた神々は、さらなる転生を強いられている、解脱していない存在である。こうした神を信仰することは「ミティヤートヴァ」つまりカルマによる束縛を招く悪い信仰である。しかし、多くのジャイナ教徒は即物的な利益を得るためにこうした神を信仰していることで知られる。

## 救済論: 解脱への道
ジャイナ教は本質的に救済論的な方法であり、あらゆる実践や信念は魂の肉体からの究極的な解放を目指してなされている。ジャイナ教は「解脱への道」(mokṣamārga) としても知られる。解脱は輪廻、つまり死と生のサイクルから自由になり、カルマの呪縛から逃れた魂の存在の至福の状態である。解放された魂はその、完全な至福・知識・知覚の真の穢れなき本性を獲得したとされる。そういった魂はシッダもしくはパラマートマンと呼ばれ、至高の魂つまり神とみなされる。ジャイナ教において、これは魂が達成しようと努力するべき比類ない崇高な目標である。さらに言えば、これは人が持つべき唯一の目的である。その他の目的は魂の真の本性に悖る。正しい信仰・知識・努力をもってすれば、全ての魂はこの状態に至り得る。

## インド哲学に対する貢献
ジャイナ教は哲学・倫理学の体系の発展に大きな影響を与えており、ウパニシャッド哲学からマハトマ・ガンディーまでインド文化の全時代・全様相にわたって衝撃を与えてきた。学術的な研究と史料によってインドに特有とされてきた哲学的概念―業、不害、解脱、転生等々―は沙門哲学に起源があるかジャイナ教の教師たちが普及・発展させてきたかであることがわかってきた。これらの概念は後にヒンドゥー教やその他の宗教に取り入れられ、しばしば別の形になり、時には意味が全く変わってしまった。世界の生命が皆苦しんでいて解放されるためには欲望を捨てて孤独で瞑想的な生活をしなければいけないという托鉢と克己という沙門の理想は、生贄、主人道徳、神への讃美歌に基づいた活動的で儀礼に中断された生活というバラモンの理想とは著しい対照をなす。沙門は不害（アヒンサー）、業（カルマ）、解脱、それに克己を発展させ、これらを重視した。ヤージュニャヴァルキヤのような初期ウパニシャッド思想家は沙門思想に精通し、ヴェーダの儀礼主義を蔑視して理想としての托鉢を評価してこれらの理想をヴェーダ思想に統合しようとした。

## 学派と伝統
ジャイナ哲学は沙門哲学から起こってきた。マハーヴィーラに始まって2500年の歴史のなかで、ジャイナ哲学は基本的にはマハーヴィーラの教えを保ち続けた。マハーヴィーラの教えは彼以前のティールタンカラのものと本質的に変わらなかった。しかし、彼はパールシュヴァの４つの戒めに五つ目の戒め、禁欲を加えて修正した。『ウッタラディヤーナ・スートラ』のようなジャイナ教の聖典はマハーヴィーラの戒律に完全に併合されたパールシュヴァの戒律と平行な存在について語っている。ジャイナ哲学はその歴史を通じて公平に基準であり続け、後の時代の労作も既に存在する教義をよりわかりやすく説明しているだけで、ジャイナ哲学の構成要素の存在論的地位の変化は避けているとハリー・オールドメドーが書いている。マハーヴィーラの没後数百年間、ジャイナ教は分裂しなかった。シュヴェーターンバラ派とディガンバラ派への分裂は主に、僧侶の裸行の実践と女性の解脱という二つの問題の上での違いのために起こった。こういった実践上の小さな違いの他に、大きな哲学的違いはジャイナ教の異なる宗派の間には存在しなかった。主な哲学的教義を要約している、「タットヴァールタスートラ」はジャイナ教の全ての宗派で受容されている。この哲学的教義の一貫性と異なる宗派の間での一貫性によってジャイニのような多くの学者が、ジャイナ教の歴史の流れの中には大乗仏教、タントリズム、バクティ運動がそうであったようにジャイナ教の主潮から外れた異端の運動が発展することはなかったと述べている。そのため、ジャイナ教には多くの分派が存在するが、どの宗派・分派も中核となる哲学は同じである。

### 初期の学派
伝承によれば、マハーヴィーラの般涅槃から数百年後にジャイナ教のサンガ#仏教・サンスクリットは大きく二つの宗派に分かれた。:
- シュヴェーターンバラ派は、女性は解脱しうるし、裸行は任意のものだと考えた。シュヴェーターンバラ派の聖典は「アチェーラカットヴァ」、つまり僧侶の裸行と、「サチェーラカットヴァ」つまり禁欲者による白い衣の着用の両方を支持している。また、彼らはジャイナ教の正典は失われていないと考えている。
- ディガンバラ派は裸行が解放のために必要で男性だけが裸でいつづけることで肉体からの解放の最終段階に至れると考えている。また、彼らは正典は失われてしまったと考えている。

現存しないヤパニーヤ派はディガンバラ派と同様に裸行を実践し、手で物を食べていたがシュヴェーターンバラ派と信仰・聖典を共有していた。彼らはとりわけ彼らの禁欲主義に公共の場では「半衣」(「アルダンバラ」)のみを許可する。ヤパーニヤ派は中世にディガンバラ派に吸収された。

### 中世の学派
16世紀から18世紀にかけての時代にはジャイナ教の改革が起こった。この時期の学派は、聖典によって裏付けられていないし崩壊しつつあるとされた実践・信仰に対抗する形で生じた。以下の学派がこの時期に生じた:
- シュターナクヴァーシー – シュターナクヴァーシー派はシュヴェーターンバラ派からわかれて起こり、聖典によって裏付けられていないとして偶像崇拝を否定した。
- テレパンティ (ディガンバラ) – ディガンバラ・テレパンタ運動はバッタラカ(ジャイナ教の聖職者の講義)、ジャイナ寺院における花の使用と提供、土着の神に対する信仰といったことに対する反抗から生じてきた。
- テレパンティ (シュヴェーターンバラ) – このテレパンティもイコンを使わない教派で、宗教的な実践・信仰の違いによってシュターナクヴァーシー派から生じた。

### 近年の発展
近年の出来事によって禁欲的な伝統に対する不満が高まり、それと関連して禁欲行為を重視していた教派は20世紀になってジャイナ教の二つの新しい教派の出現に直面した。それらは本質的に禁欲修行者よりむしろ在家信者によって主導されており、すぐに大勢力になったと考えられている。マハトマ・ガンディーに大きな影響を与えた人物の一人であるシュリマド・ラージュチャンドラの無党派主義は今日では最も力のある運動の一つになっている。もう一つの宗派はカンジシュヴァミによって始められたもので、決定論と「自己の知識」を強調しており、同様に多くの信徒を獲得している。

## ジャイナ哲学者
ジャイナ教の教義は永遠であり、普遍的な原理に基づいているとジャイナ教徒は考えている。現行の時間のサイクルでは、彼らはその哲学を最初のティールタンカラであるルサバにまで遡る。しかし、ジャイナ教の教義を記録した古代のジャイナ教の聖典とプルヴァは失われておりそのため、歴史的にジャイナ哲学はマハーヴィーラの教えまで遡れると伝統的には考えられている。マハーヴィーラ以降、ジャイナ教の禁欲主義に属する多くの知的巨人がマハーヴィーラの用意した範囲の中でジャイナ哲学に貢献し、定式化してきた。以下はジャイナ哲学者とその功績の不完全なリストである:
- クンダクンダ (紀元後1世紀-2世紀) - ジャイナ神秘主義とアネーカーンタヴァーダの解釈者で魂の本性と魂の肉体による汚染を扱っていて、『パニュチャースティカーヤサーラ』(五つの存在の神髄)、『サマヤサーラ』(教義の神髄)、『ニヤマサーラ』(戒律の神髄)、『アッタパーフダ』(八つの贈り物)、『ダサバッティ』(十の信仰)、『バーラサ・アヌヴェッカー』(十二の熟考)の著者。
- サマンタバドラ (2世紀) - 後の時代のジャイナ論理学者によって膨大な量の注釈が書かれた『ニヤーヤ』(アプタ・ミマームサー)の注釈を初めて書いた人物。彼は『ラトナカランダ・シュラーヴァカーチャーラ』と『シュヴァヤンブ・シュトトラ』も作っている。
- ウマースヴァーティ あるいは ウマースヴァーミ (2世紀) - サンスクリットで書かれた最初のジャイナ教の文献『タットヴァールタスートラ』の著者で、ジャイナ教の全ての宗派に受け入れられる最も包括的な形で哲学を拡張した。
- シッダセーナ・ディヴァーカラ (5世紀) - ジャイナ論理学者で、(論理学関係の)『ニヤーヤヴァターラ』や(ジャイナ教の七つの観点、知識、知識の対象を扱った)『サンマティスートラ』の著者[40]。
- アカランカ (5世紀) - 重要なジャイナ論理学者で、『ラギヤシュトラヤ』、『プラマーナサングラハ』、『ニヤーヤヴィニシュチャヤ・ヴィヴァラナ』、『シッディヴィニシュチャヤ・ヴィヴァラナ』、『アスタサティ』、『タットヴァールタラージャヴァールティカ』等々の彼の作品はインド論理学の画期的な作品とされる。アカランカの影響はジャイナ教の「ニヤーヤ」が「アカランカのニヤーヤ」としても知られていることからうかがい知れる。
- プージヤパーダ (6世紀) - ジャイナ哲学者、文法家、サンスクリット学者。『サマーディタントラ』、『イシュトーパデーシャ』、『タットヴァールタスートラ』の決定的な注釈書の『サールヴァールタシッディ』、ジャイナ僧による初めてのサンスクリット文法書の『ジャイネンドラ・ヴィヤカラナ』を書いた。
- マニキヤナンディ (6世紀) - ジャイナ論理学者、古典的なニヤーヤ学派の様式である「カーリカー」で書かれた傑作『パリクシャマウカム』を書いた。
- ジナバドラ (6-7世紀) – ジャイナ教義書の『アヴァシュヤクスートラ』、『ヴィセーサナヴァーティー』、ジャイナ教の主要点に対する注釈書の『ヴィセーサヴァシュヤカバシュア』の著者。彼はシッダセーナに従いジャイナ教の教義に関する様々考え方の討論・論駁を編纂したとされる。
- マッラヴァーディン (8世紀) – 『ナヤーチャクラ』と哲学辞典でインド哲学の全ての学派について論じた『ドゥヴァダサラナヤチャクラ』の著者[40]。マッラヴァーディンは「ヴァーディン」として知られた。つまり論理学者であり、彼は哲学的問題で多くの仏教僧を打ち負かしたとされる。
- ハリバドラ (8世紀) - ジャイナ思想家、著述家、哲学者、風刺詩人にしてアネーカーンタヴァーダとジャイナ教の文脈における瞑想の救済論的な体系としての古典的なヨーガの偉大な解釈者。彼の著作には『Ṣaḍdarśanasamuccaya』、『ヨーガビンドゥ』、『ドゥルタキヤーナ』がある。彼は、様々な宗教的主題が32行の簡潔なサンスクリットの詩で扱われる、ジャイナ教における「ドゥヴァトリンシャティカ」という文学のジャンルを開拓した。[40]。
- プラバチャンドラ (8-9世紀) - ジャイナ哲学者、ジャイナ教のニヤーヤの二つの重要な作品に対する注釈書、つまりマニキヤナンディの『パリクシャムカム』に基づいた『プラメーヤカマラマルタンダ』とアカランカの『ラギヤシュトラーヤ』に対する『ニヤーヤクムダチャンドラ』、それに106-スートラ・タットヴァールタスートラを書いた。
- アバイヤデーヴァ (1057年 - 1135年) -  『サンマトリカ』に対する2500行からなる「ティカー」(注釈書)で、論理学の重要な論文とされる『ヴァダマフルナーヴァ』の著者。[40]。
- アーチャーリャ・ヘーマチャンドラ (1089年–1172年) - ジャイナ思想家、著述家、歴史家、文法家にして論理学者。彼の著作には『ヨーガシャーストラ』、『シッダヘーマヴィヤーカラナ』がある[40]。彼は『プラマーナ・ミーマンサー』と題されたジャイナ教のニヤーヤの未完の作品を書いてもいる。
- ヴァディデーヴァ (11世紀) – 彼はヘーマチャンドラより少し年上の同時代人で『パラマナナヤタッタヴァローカランカラ』とその大部の注釈書でシャードヴァーダの優位性を確立した『シャドーヴァーダラトナカラ』の著者とされる。
- ヴィディヤナンディ (11世紀) - ジャイナ哲学者で、『タットヴァールタシュローカヴァルティカ』として知られるアーカーリャ・ウマースヴァーミーのタットヴァールタスートラに対する目覚ましい注釈書を書いた。
- ヤショーヴィジャヤ (1624年–1688年) – ジャイナ論理学者でジャイナ哲学に貢献した最後の知的巨人とされる。彼は「ナヴィヤ・ニヤーヤ」を専門に研究し、サマンタバドラ、アカランカ、マニキヤナンディ、ヴィジャーナンディ、プラバーチャンドラその他のナヴィ・ニヤーヤ体で書かれたほとんどの『ジャイナ・ニヤーヤ』文書に対するヴルッティス(注釈書)を書いた。ヤショーヴィジャヤは多作であることで知られていて、サンスクリット、プラークリット、グジャラート語、ラージャスターン語などで書かれた100冊以上の著書がある。彼は「ジュナナサラ」(知識の神髄)と「アダヤトマサラ」(魂の神髄)でも知られている。

In recent times, Aacharya Mahapragya, Pt. Sukhlal and Dr. Mahendrakumar Nyayacarya have made important contributions to Jain Philosophy.

## 書誌
- Brodd, Jeffery; Gregory Sobolewski (2003). World Religions: A Voyage of Discovery. Saint Mary's Press. ISBN 0884897257

- Carrithers, Michael (June 1989). “Naked Ascetics in Southern Digambar Jainism”. Man, New Series (UK: Royal Anthropological Institute of Great Britain and Ireland) 24 (2):  219–235. JSTOR 2803303.

- Dr. Bhattacharya, H. S. (1976). Jain Moral Doctrine. Mumbai: Jain Sahitya Vikas Mandal

- Dundas, Paul; John Hinnels ed. (2002). The Jains. London: Routledge. ISBN 0-415-26606-8
- http://www.herenow4u.net/index.php?id=67938 The Concept Of Embodied Soul And Liberated Soul In Jain Philosophy: Professor Mahavir Saran Jain
- http://www.herenow4u.net/index.php?id=68030 Concept of Physical Substance (Pudgala) in Jain Philosophy: Professor Mahavir Saran Jain

- Jaini, Padmanabh (1998). The Jaina Path of Purification. New Delhi: Motilal Banarsidass. ISBN 81-208-1578-5

- Jaini, Padmanabh (2000). Collected Papers on Jaina Studies. Delhi: Motilal Banarsidass Publ.. ISBN 81-208-1691-9

- Jacobi, Hermann; Ed. F. Max Müller (1895). Uttaradhyayana Sutra, Jain Sutras Part II, Sacred Books of the East, Vol. 45. Oxford: The Clarendon Press

- Koller, John M. (July 2000). “Syadvada as the Epistemological Key to the Jaina Middle Way Metaphysics of Anekantavada”. Philosophy East and West (Honululu) 50 (3):  400–7. doi:10.1353/pew.2000.0009. ISSN 0031-8221. JSTOR 1400182.

- Kuhn, Hermann (2001). Karma, The Mechanism : Create Your Own Fate. Wunstorf, Germany: Crosswind Publishing. ISBN 3-9806211-4-6

- Gopani, A. S.; Surendra Bothara ed. (1989). Yogaśāstra (Sanskrit) of Ācārya Hemacandra. Jaipur: Prakrit Bharti Academy

- James, Edwin Oliver (1969). Creation and Cosmology: A Historical and Comparative Inquiry. Netherland: BRILL. ISBN 9004016171

- McEvilley, Thomas (2002). The Shape of Ancient Thought: Comparative Studies in Greek and Indian Philosophies. New York: Allworth Communications , Inc. ISBN 1581152035

- Mohanty, Jitendranath (2000). Classical Indian Philosophy. Lanham: Rowman & Littlefield. ISBN 0847689336

- Nayanar, Prof. A. Chakravarti (2005) -
  -  Pañcāstikāyasāra of Ācārya Kundakunda. New Delhi: Today & Tomorrows Printer and Publisher. ISBN 81-7019-436-9
  - Kunda Kunda Acharya ; the original text in Prakrit, with its Sanskrit renderings, and a translation, exhaustive commentaries, and an introduction by J.L. Jaini ; assisted by Brahmachari Sital Prasada Ji. (2005). Samayasāra of Ācārya Kundakunda. New Delhi: Today & Tomorrows Printer and Publisher. ISBN 81-7019-364-8

- Oldmeadow, Harry (2007). Light from the East: Eastern Wisdom for the Modern West. Indiana: World Wisdom Inc. ISBN 1933316225

- Pande, Govindchandra (1994). Life and Thought of Sankaracarya. Delhi: Motilal Banarsidass. ISBN 8120811046

- Sangave, Dr. Vilas A. (2001). Facets of Jainology: Selected Research Papers on Jain Society, Religion, and Culture. Mumbai: Popular Prakashan. ISBN 8171548393

- Soni, Jayandra; E. Craig (Ed.) (1998). “Jain Philosophy”. Routledge Encyclopedia of Philosophy (London: Routledge).  オリジナルの2006年7月22日時点におけるアーカイブ。 2008年3月5日閲覧。.

- Shah, Natubhai (1998). Jainism: The World of Conquerors. Volume I and II. Sussex: Sussex Academy Press. ISBN 1898723303

- Umāsvāti (1994). (tr.) Nathmal Tatia. ed (Sanskrit - English). Tattvārtha Sūtra : That which Is. Lanham, MD: Rowman Altamira. ISBN 0761989935

- Vallely, Anne (2002). Guardians of the Transcendent: An Ethnography of a Jain Ascetic Community.. Toronto: University of Toronto Press. ISBN 080208415X

- Warren, Herbert (2001). Jainism. Delhi: Crest Publishing House. ISBN 8124200378

- Worthington, Vivian (1982). A History of Yoga. London: Routledge. ISBN 071009258X

- Zimmer, Heinrich (1969). (ed.) Joseph Campbell. ed. Philosophies of India. New York: Princeton University Press. ISBN 0691017581

- Zydenbos, Robert J. (2006). Jainism Today and Its Future. München: Manya Verlag